# Kaukasische Flügelnuss
Die Kaukasische Flügelnuss (Pterocarya fraxinifolia, auch Eschenblättrige Flügelnuss genannt) ist eine Laubbaumart aus der Gattung der Flügelnüsse in der Familie der Walnussgewächse (Juglandaceae).

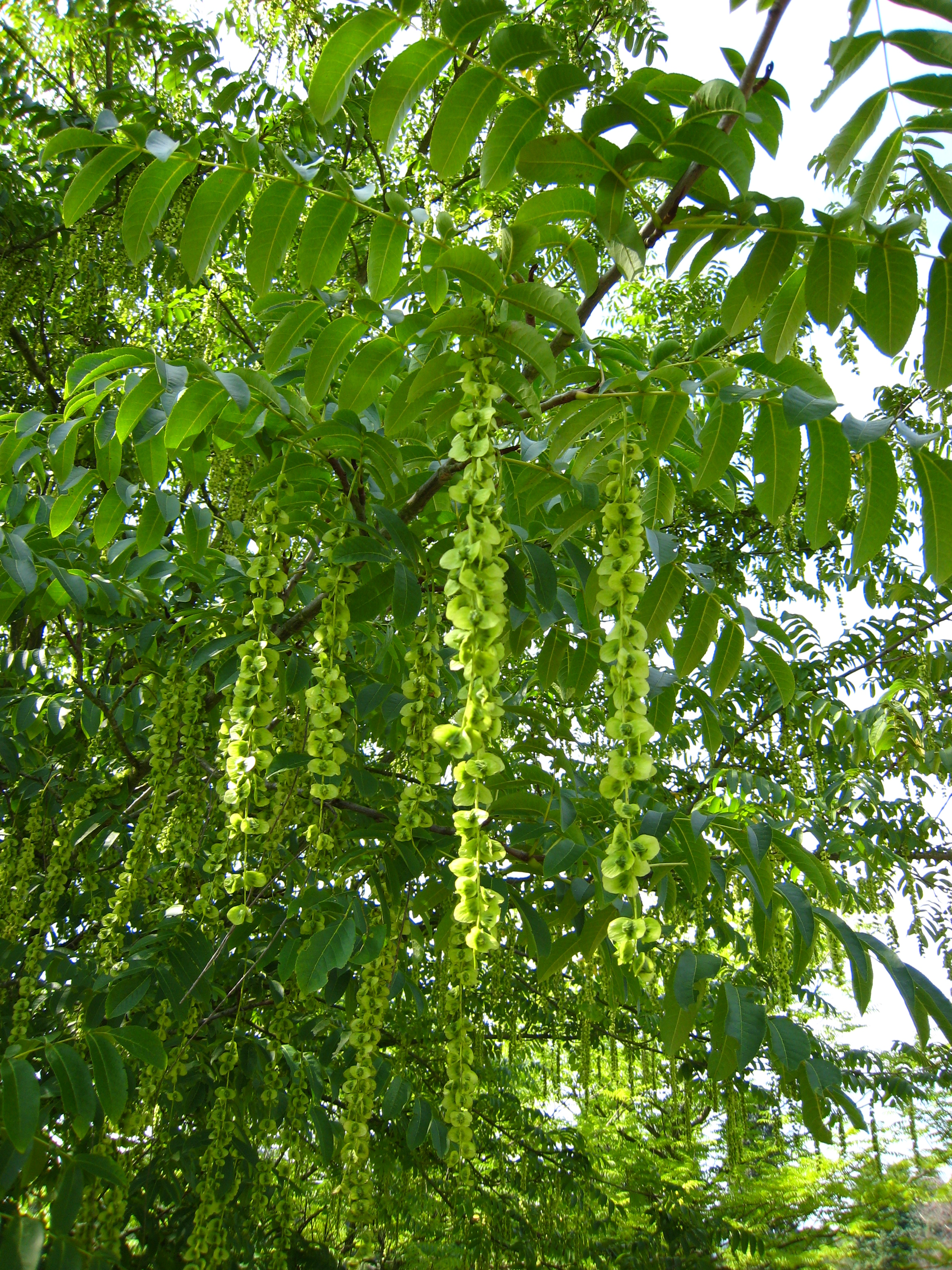
Junge Fruchtstände

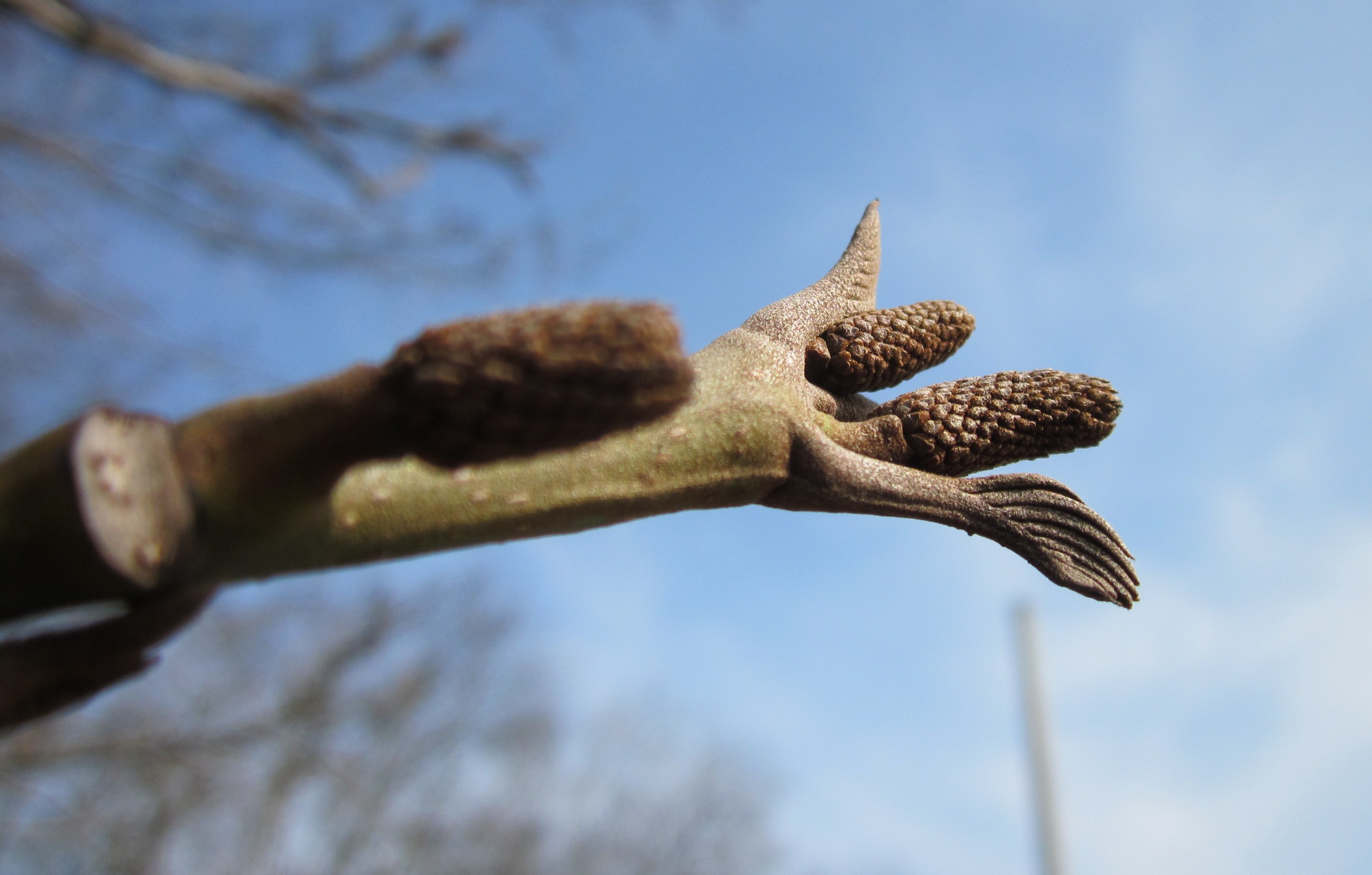
Knospen

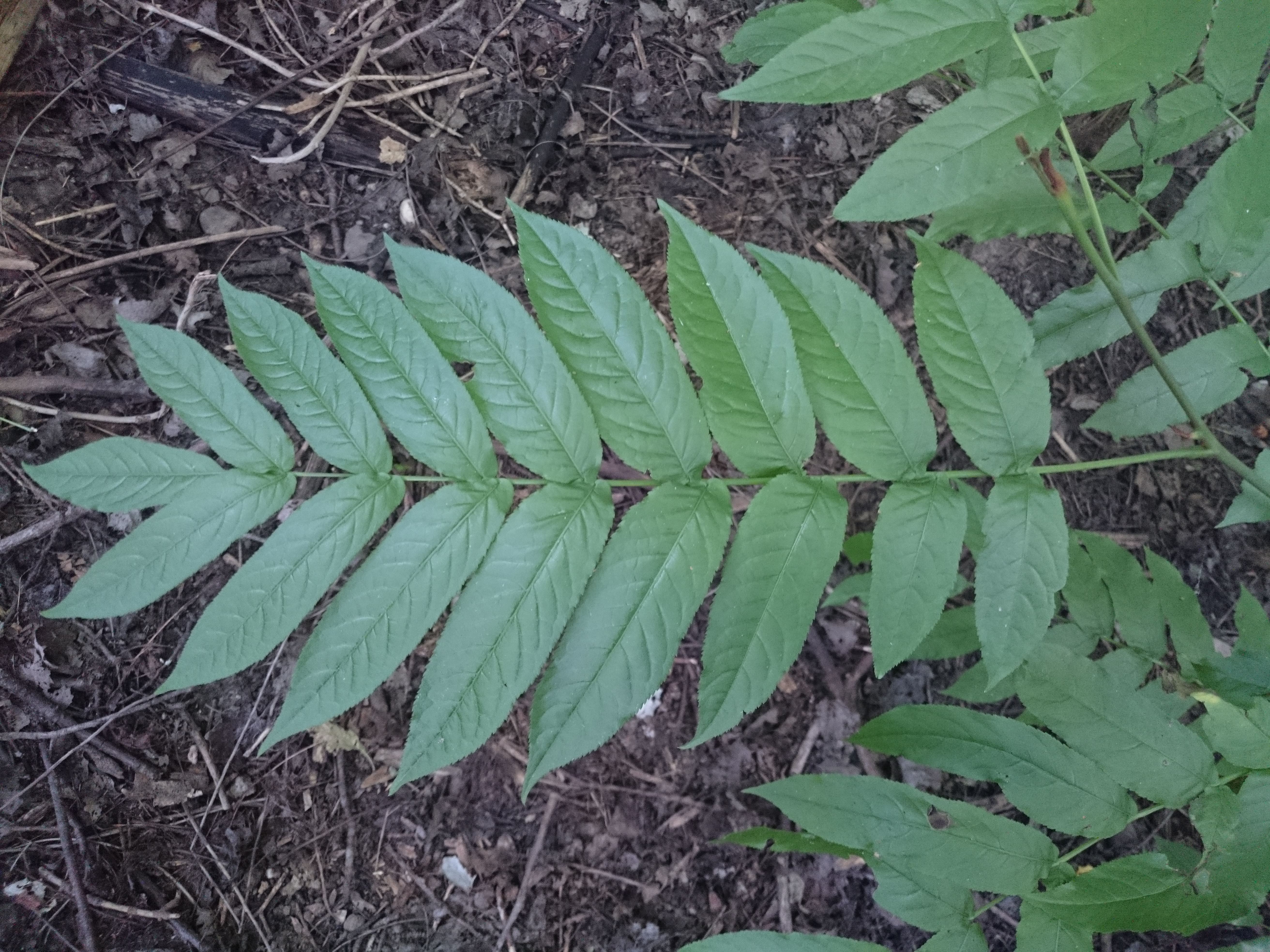
Blatt

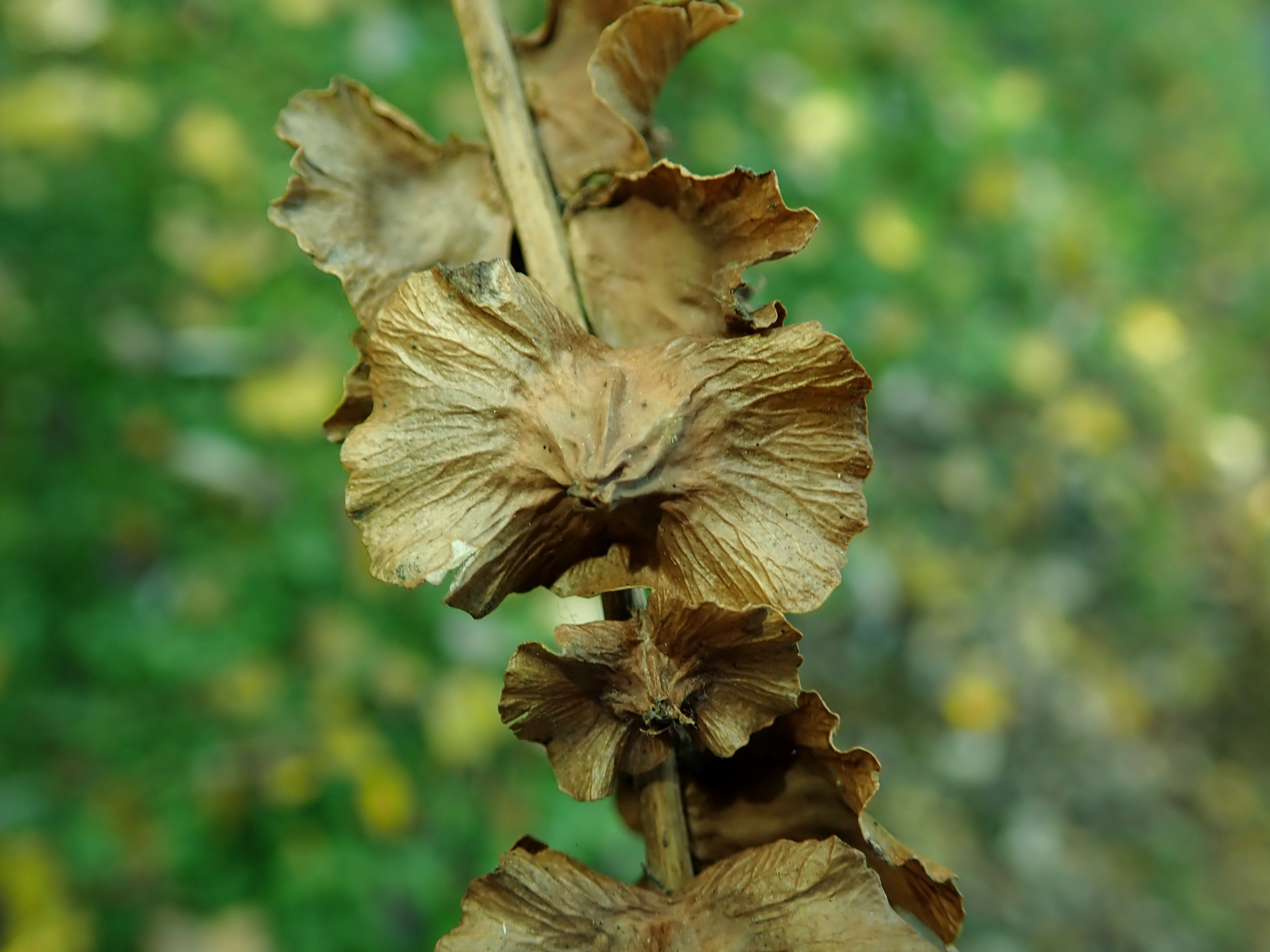
Früchte

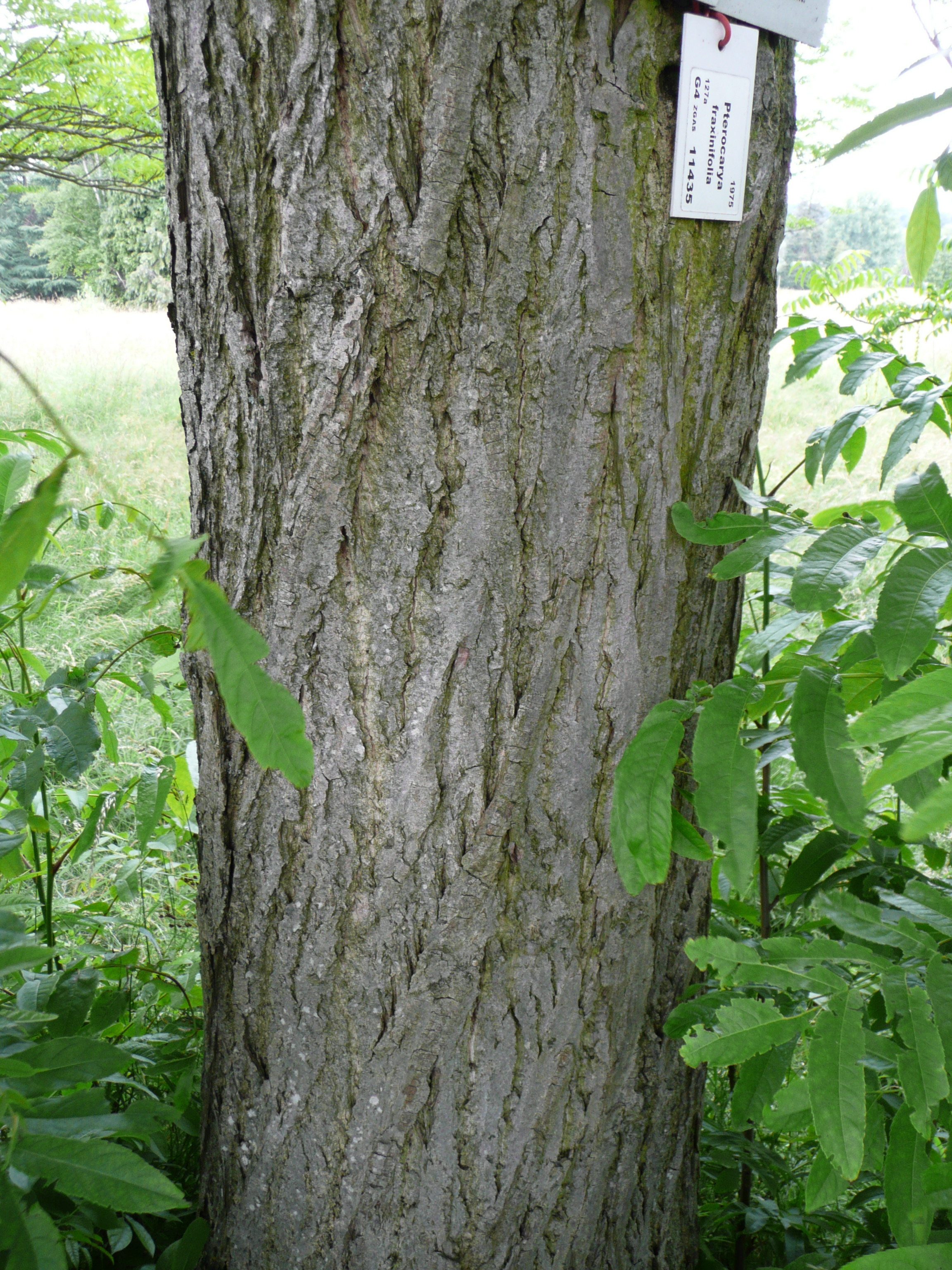
Rinde

## Beschreibung
Der laubabwerfende Baum erreicht Wuchshöhen bis über 25 Meter mit kurzem Stamm. Häufig wächst er mehrstämmig, die starken Äste sind bogig ansteigend. Kleinere Äste stehen waagerecht, längere sind etwas überhängend. Die breite Krone verleiht dem Baum einen dekorativen Habitus. Der Stammdurchmesser erreicht bis über 1,8 Meter. Die grobe Borke ist mattgrau bis bräunlich und weist breite, flache Furchen auf. Die Zweige sind grünbraun und kahl.
Die wechselständigen und kurz gestielten Laubblätter sind bis 60 Zentimeter lang und unpaarig gefiedert mit etwa 21 (7 bis 27) gegenständigen Blättchen, die an der kahlen, gelbgrünen Spindel stehen, die eine verbreiterte Stielbasis besitzt. Die sitzenden Blättchen stehen recht nahe beieinander und überlappen sich teilweise sowie auch an der Basis die Rhachis. Die dünnledrigen, oberseits kahlen, unterseits helleren sowie auf der Mittelader behaarten, gesägten, spitzen bis zugespitzten, eiförmigen bis -lanzettlichen bis länglichen oder verkehrt-eiförmigen, -eilanzettlichen Blättchen sind oberseits glänzendgrün. Die mittleren Blättchen sind am längsten und erreichen Größen bis über 15 Zentimeter. Die Herbstfärbung im Oktober ist goldgelb.
Pterocarya fraxinifolia ist einhäusig monözisch. Die kleinen, eingeschlechtlichen, etwa 3 Millimeter großen Blüten mit einfacher, vierteiliger Blütenhülle sind ohne Kronblätter. Sie erscheinen zusammen mit den Blättern, etwa Ende April. Bei den sitzenden, gelblichen bis grünlichen Blüten sind jeweils zwei Trag- und zwei Deckblätter vorhanden. Die männlichen Blüten, mit bis zu 18 kurzen, sitzenden Staubblättern, stehen in achselständigen, zylindrischen, dichten und hängenden, etwa 5 bis 12 Zentimeter langen Kätzchen. Die endständigen, weiblichen, hängenden Kätzchen sind schlanker, lockerer und zunächst 10 bis 15 Zentimeter lang und mit vielen Blüten besetzt. Die weiblichen Blüten besitzen einen einkammerigen und unterständigen Fruchtknoten mit zwei großen, später rötlichen, ausladenden, fedrigen Narbenästen. Die weiblichen Blütenstände wachsen zur Fruchtreife auf eine Länge von etwa 25 bis 50 cm.
Die einzelnen, zweiflügeligen und holzigen Früchte sind einsamig, mit Flügeln sind sie bis 2 Zentimeter breit. Die Früchte ähneln einem Elefantenkopf.
Die Wurzeln treiben oft bis 10 m lange Ausläufer und bilden dadurch ein dichtes Buschwerk, in direkter Nähe des Stammes (etwa 2 Meter) sind diese so kräftig, dass sie sogar Pflasterdecken und Kantsteine hochdrücken können.

## Verbreitung
Die Kaukasische Flügelnuss ist in den Bergwäldern vom Kaukasus bis zum nördlichen Iran verbreitet. Der Baum kommt vor allem auf Anschwemmungen entlang von Flüssen vor, wo er durch Schösslinge oft ein Dickicht bildet. Er verlangt einen feuchten Standort, erträgt dafür kurzfristige Überschwemmungen.
Der Baum wird seit etwa 150 Jahren auch außerhalb seines natürlichen Verbreitungsgebietes in Parkanlagen und großen Gärten angepflanzt, stellenweise auch als Alleebaum eingesetzt. Besonders zierend wirkt er im Herbst durch seine großen goldgelben Blätter und die Früchte.

## Standortansprüche
Die Kaukasische Flügelnuss kann in verschiedenen Terrains überleben. Sie verträgt sowohl volle Sonnenbestrahlung als auch eine Schattenlage, ein heißes bis kühles Kleinklima und einen trockenen oder nassen Boden. Ihre tiefen Wurzeln schätzen nährstoffreichen und durchlässigen Boden mit einem pH-Wert zwischen 5,5 und 8,0 und können, falls die Verwurzelung gut gelang, sogar Trockenperioden aushalten.
Ein geschützter Standort mit sonniger Lage ist der beste Standort. Generell ist die Art jedoch stadtklimaresistent und verdient das Prädikat windfest.

## Nutzung
Die Kaukasische Flügelnuss liefert ein schönes, mittelschweres Holz, welches z. B. als Furnier (»Kaukasisch Nussbaum«) für die Möbelherstellung Verwendung findet. Die feine, aber sehr ausgeprägte dunkle Maserung bildet ein schönes Muster. So kommt es, dass der Baum in Europa zuweilen auch wegen seines Holzes forstlich angebaut wird.
Die unverwechselbaren Flügelfrüchte können für allerlei Basteleien verwendet werden.

## Giftigkeit
Aus den Blättern wird durch Zerreiben in Wasser ein Gift zur Fischjagd gewonnen. Die Blätter enthalten Juglonvorstufen in Form von Glykosiden und Hydrojuglon (1,7–3,0 mg/g Trockengewicht).